# Sokolski-Eröffnung
|   | a | b | c | d | e | f | g | h |   |
| 8 |   |   |   |   |   |   |   |   | 8 |
| 7 |   |   |   |   |   |   |   |   | 7 |
| 6 |   |   |   |   |   |   |   |   | 6 |
| 5 |   |   |   |   |   |   |   |   | 5 |
| 4 |   |   |   |   |   |   |   |   | 4 |
| 3 |   |   |   |   |   |   |   |   | 3 |
| 2 |   |   |   |   |   |   |   |   | 2 |
| 1 |   |   |   |   |   |   |   |   | 1 |
|   | a | b | c | d | e | f | g | h |   |

1. b2–b4 e7–e5
2. Lc1–b2 Lf8xb4 3. Lb2xe5
|   | a | b | c | d | e | f | g | h |   |
| 8 |   |   |   |   |   |   |   |   | 8 |
| 7 |   |   |   |   |   |   |   |   | 7 |
| 6 |   |   |   |   |   |   |   |   | 6 |
| 5 |   |   |   |   |   |   |   |   | 5 |
| 4 |   |   |   |   |   |   |   |   | 4 |
| 3 |   |   |   |   |   |   |   |   | 3 |
| 2 |   |   |   |   |   |   |   |   | 2 |
| 1 |   |   |   |   |   |   |   |   | 1 |
|   | a | b | c | d | e | f | g | h |   |

2. Lc1–b2 f7–f6 3. e2–e4 Lf8xb4
4. Lf1–c4
Die Sokolski-Eröffnung ist eine Eröffnung im Schach. Sie wird bestimmt durch den eröffnenden Bauernzug 1. b2–b4. Sie wird auch Orang-Utan-Eröffnung oder Polnische Eröffnung genannt; im letzteren Falle ist sie nicht mit der thematisch verwandten Polnischen Verteidigung 1. d2–d4 b7–b5 zu verwechseln. Sie ist kategorisiert unter dem ECO-Code A00 (selten gespielte Eröffnungen).

## Name und Geschichte
Den Witznamen Orang-Utan-Eröffnung gab der Schachmeister Savielly Tartakower diesem Eröffnungszug, den er 1924 beim Weltklasseturnier von New York mehrmals anwandte. Laut Tartakower klettert der b-Bauer das Brett empor wie ein Affe einen Baum. Tartakower erzählte selbst, ein Besuch während des Turniers im New Yorker Zoo und die dortige Begegnung mit einem Orang-Utan inspirierten ihn zu der Namensgebung.
Die Eröffnung wurde auf Meisterniveau allerdings lange Zeit nicht ernst genommen und fand keine Nachahmer. Erst der sowjetische Schachmeister Alexei Sokolski beschäftigte sich intensiv mit diesem Zug und wandte ihn vor allem nach dem Zweiten Weltkrieg erfolgreich an. Daher erhielt diese Eröffnung zuerst im russischsprachigen Raum seinen Namen. Sie wird aber weiterhin selten gespielt und hat insgesamt eine für Weiß negative Bilanz.

## Beschreibung
Weiß offenbart bereits mit dem ersten Zug seine Strategie: das Zentrum wird nicht direkt mit einem Bauern in Besitz genommen (wie dies z. B. durch die gängigen Züge 1. e2–e4 oder 1. d2–d4 der Fall ist), sondern indirekt mittels des schwarzfeldrigen Läufers attackiert.
Weiß eröffnet hier mit dem b-Bauern
1. b2–b4
je nach schwarzer Entgegnung häufig gefolgt von dem Läuferzug
2. Lc1–b2
Eine mögliche Variante lautet:
1. b2–b4 e7–e5
2. Lc1–b2 Lf8xb4
3. Lb2xe5
Weiß tauscht einen Randbauern gegen einen Zentralbauern, wodurch sein Einfluss auf das Zentrum wächst, deshalb deckt Schwarz häufig seinen Bauern e5 mit
2. … f7–f6
Danach können sich interessante Partien entwickeln, wenn Weiß den b-Bauern als Opfer anbietet und damit den Druck auf den Königsflügel verlagert (Gedanke: Dame nach h5). Laut Theorie darf Schwarz dieses Opfer nicht ablehnen.
3. e2–e4 Lf8xb4
4. Lf1–c4 oder gar 4. f2–f4 im Stile des Königsgambits mit ähnlichen Angriffsideen für Weiß.
Um die nach 1. … e7–e5 entstehenden taktischen Varianten zu vermeiden, zog der US-amerikanische Schachmeister Anthony Santasiere zunächst 1. Sg1–f3, um nach der gängigen Antwort 1. … d7–d5 mit 2. b2–b4 durch Zugumstellung in die Orang-Utan-Eröffnung einzulenken. Diese Variante wird in den USA Santasiere's folly genannt. 
Nach 1. b2–b4 kann Schwarz auch 1. … c7–c6 spielen, mit der Idee 2. Lc1–b2 a7–a5 3. a2–a3 a5xb4 4. a3xb4 Ta8xa1 5. Lb2xa1 Dd8–b6. Weiß hat dann Probleme mit der Deckung des b-Bauern. Eine bekannte Eröffnungsfalle ergibt sich, wenn Schwarz versucht, diesen Plan in einer anderen Zugfolge zu verwirklichen: Nach 1. b2–b4 c7–c6 2. Lc1–b2 Dd8–b6 3. a2–a3 a7–a5 kann Weiß 4. c2–c4 mit der Pointe 4. … a5xb4 5. c4–c5 spielen. Schwarz kann dann nicht 5. … Db6xc5 spielen, weil er nach 6. a3xb4 durch den Doppelangriff auf Dame und Turm Material verlieren würde. Nach einem anderen Damenzug (nach c7 oder d8) erhält Weiß jedoch positionellen Vorteil. 
Indirekte Vorbereitung eines schwarzen Bauernzentrums ist 1. b2–b4 d7–d5 2. Lc1–b2 Dd8–d6 mit der Idee 3. b4–b5 Dd6–b4 und Bauerngewinn. Falls 3. a2–a3 so e7–e5.

## b2–b4 in der Literatur
Der deutsche Schriftsteller Arno Schmidt (1914–1979) – ein Hobby-Schachspieler, von dem nur zwei Partien gegen seine Frau Alice aufgezeichnet wurden – schreibt 1959 in einem Brief, dass er „sogar einmal den Breslauer Meister Machate schlug – ein Name, der Herrn Schmid geläufig sein wird – und zwar mit b2–b4, meiner Leib-Eröffnung“. Mit „Machate“ ist der deutsche Schachmeister Gottlieb Machate gemeint, der zweimal bei deutschen Meisterschaften gegen den Großmeister Lothar Schmid („Herr Schmid“) gespielt hat. Ob dieser Sieg Arno Schmidts über Machate der Realität entspricht (möglicherweise bei einer Simultanvorstellung Machates), ist nicht bekannt. Ein weiterer Bezug zur Orang-Utan-Eröffnung findet sich in Schmidts Roman Das steinerne Herz.
Das Buch Die Eröffnung 1. b2–b4 von Alexei Sokolski steht in der Bibliothek seines (ehemaligen) Hauses in Bargfeld bei Celle.